# 1511 no Brasil
Esta é uma cronologia dos fatos acontecimentos de ano 1511 no Brasil.

## Eventos
- Viagem da nau Bretoa, que embarca, na Feitoria de Cabo Frio (atual Rio de Janeiro), pau-brasil, animais e aves tropicais.